# Francisco Cuevas Cancino
Francisco Cuevas Cancino (n. Ciudad de México; 7 de mayo de 1921 - m. Xalapa (Veracruz); 19 de febrero de 2008), fue un diplomático mexicano, quien se desempeñó como Embajador de México en diversas Naciones.
Abogado por la Escuela Libre de Derecho, Cuevas Cancino fue embajador de México ante Naciones Unidas y ante Bélgica. Es académico de la Universidad Anáhuac de Xalapa, es autor de diversas publicaciones relacionadas con la Relación de México con Estados Unidos. El 1 de septiembre de 1965 fue nombrado Embajador, en abril de 1982 fue designado Embajador Eminente y desde el 20 de marzo de 1992 se le nombró Embajador Emérito. Falleció en Xalapa, Veracruz, el 18 de febrero de 2008.
El Embajador Francisco Cuevas Cancino egresó de la Escuela Libre de Derecho (Mex), ingresó al Servicio Exterior Mexicano en 1946, fue Representante Permanente de México ante Naciones Unidas en dos ocasiones, fue becario de la Fundación Rockefeller, fundador de Centro de Estudios Internacionales del Colegio de México, Embajador en distintas partes de Europa y representante de México ante diferentes organismos internacionales de alto nivel, es Doctor en Letras y uno de los tres embajadores eméritos de México. Ha sido sumamente productivo en obra y pensamiento. Cuenta con libros tanto en materia jurídica como en literatura y guiones de teatro (teatro griego). Libros como Tratado de Derecho Internacional, Manual de Derecho Internacional Privado Mexicano, las Memorias de Hugo Grocio, El Collar, El Pecado de Gabo, o sus obras sobre Simón Bolívar (que le valieron un reconocimiento otorgado por el Gobierno de Venezuela), La Senda del Amor Ilimitado (la vida de San Rafael Guizar y Valencia), le han significado ser reconocido internacionalmente. Ha recibido diferentes premios de nivel internacional. Ha sido catedrático de diferentes Universidades e instituciones, e impartía hasta antes de su muerte clases en la Escuela de Derecho de la Universidad Anáhuac Xalapa (Veracruz, México) y fue director del Instituto Simón Bolívar en Xalapa, Veracruz.
Diario de Xalapa, 22 de febrero de 2009
Columna Vince in Bonu Malum
Artículo: Al Embajador Emérito de México Francisco Cuevas Cancino
Por: Ruy Gabarrón Hernández.
A un año de la partida del Embajador Emérito de México Francisco Cuevas Cancino sus alumnos y amigos le recordamos con aprecio, admiración y sobre todo con gratitud. Una persona con tremenda fortaleza y logros en su vida solo pudo haber sido resultado de un amor especial entre dos seres humanos especiales, y así fue. Francisco nace en Ciudad de México el 7 de mayo de 1921, hijo de un reconocido arquitecto capitalino José Luis Cuevas Pietra Santa y de Sofía Cancino pianista concertista; técnica y arte marcarán la vida de nuestro maestro hasta su muerte. Su vida fue sorprendentemente activa y productiva. 
El Embajador, como nos referíamos al Doctor Francisco Cuevas Cancino  en la Universidad, se ha vuelto una vela en nuestros trabajos. Personalmente, puedo decir, como diría Vargas Llosa de Julio Cortázar, “me acostumbré a escribir presuponiendo su vigilancia”. Cuevas Cancino fue un diplomático de 24 horas, siete días de la semana, era, como a él se refirió Porfirio Muñóz Ledo (quien le sucedió en la ONU), el Diplomático Perfecto, y lo demostró. El maestro fue representante permanente de México ante la Organización de Naciones Unidas en dos ocasiones (1965 al 70 y de 1977 al 79), años más tarde fue él quien impulsó la entrada de México como miembro no permanente al Consejo de Seguridad. Representó a nuestro país en Austria, París, Brasil, Países Bajos, Gran Bretaña, Irlanda, entre otros. Reconocido por el Gobierno de Venezuela por sus investigaciones sobre Simón Bolívar, sus trabajos son hoy en día una fuente obligada para historiadores del Libertador. El nombre de Francisco Cuevas Cancino aparece constantemente en internet, como autor, coautor y traductor de múltiples obras. Hoy podemos asegurar que la obra del Maestro ha sido tan amplia que se debe dudar de aquel que diga que ha leído todo lo que el maestro ha escrito. Acostumbro a preguntar en librerías y lugares de internet por textos del Maestro, siempre me he sorprendido, siempre hay algo nuevo que leer; análisis jurídicos, intervenciones en foros internacionales y nacionales, historia, traducciones, novela, teatro latinoamericano y teatro griego. Aquí menciono algunas obras, entre las novelas más conocidas tenemos Las Memorias de Hugo Grocio, El Caso del Collar, La Pradera Sangrienta, El Pecado de Gabo, el Baile de Boves, y La Senda del Amor Ilimitado (vida de San. Rafael Guizar y Valencia) Entre sus textos jurídicos tenemos Manual de Derecho Internacional Privado, Tratado sobre la Organización Internacional, Roosevelt y la Buena Vecindad, La Doctrina de Suárez sobre el Derecho Natural, La Carta de Jamaica, y Prolegómenos del Sistema Interamericano. Su nombre se incluye en la prestigiosa publicación americana de Who is Who desde 1983.
El Embajador Emérito después de su larga trayectoria por el mundo de la diplomacia, el Derecho y  las letras, llegó a Xalapa y regresó a sus orígenes: el aula, la cátedra, los alumnos. Falleció en esta ciudad el 18 de febrero de 2008, aun en diciembre del 2007 concluyó y entregó sus calificaciones finales de sus cursos de Derecho Internacional Privado y Derecho Internacional Público, sus últimas clases impartidas y que logró , como siempre, con gran éxito. Me atrevo a decir que fue La fortaleza su más destacada característica, su fuerza ante la  vida. La continua movilidad territorial diplomática, la  pérdida de familiares y amigos no lo derrumbaron pero dejaron marcas, ¿y quien puede soportar el peso de los caprichos de la vida tanto tiempo?, aquellos a quienes la muerte nos ha dado una bofetada burlona lo sabemos.  Aun no se de dónde provenía su fuerza, siempre se condujo con entereza, con entereza diplomática, pero sobre todo, humana, de ser humano fuerte y experimentado, aun cuando el cuerpo, por razones naturales, ya no obedeció a la mente, él sobrevivió digno, no se encerró nunca en cuatro paredes o en sus recuerdos de éxitos en otros países lejanos o en los obtenidos en su propia Patria por la cual luchó siempre, nunca dejó de trabajar y de crear. Dedicó muchos de sus últimos días a la atención de otros. Una fortaleza inusual para muchos en el mundo de hoy, fortaleza que creo solo puede provenir de la convicción de un corazón, con tantas cicatrices como caricias, de no dejarse morir. Es este órgano vital, del tamaño de su puño, el que sobrevivirá al tiempo, es lo único que puede sobrevivir a la efímera naturaleza de la vida. Cuando el maestro muere el alumno tiene sus días contados. Son personajes insustituibles. Con especial afecto su alumno y amigo.